# Yvie Oddly
Jovan Bridges (Denver, Colorado; 22 de agosto de 1993) conocido con su nombre artístico Yvie Oddly, es una drag queen estadounidense, intérprete, diseñadora de moda y cantante de Denver que llegó a la atención internacional en 2019 cuando compitió y ganó la undécima temporada de RuPaul's Drag Race.

## Biografía
Bridges nació el 22 de agosto de 1993 en Denver, Colorado. Cuando era niño, jugaba con el maquillaje de su madre y se vestía con la ropa de su hermana. Hizo gimnasia desde joven, pero tuvo que renunciar a ella ya que le agotaba físicamente. Cambió al teatro musical en su lugar. En la escuela secundaria, una compañera de clase se disfrazó de prostituta para Halloween y recibió mucha atención. Al año siguiente, convenció a su madre de que la dejara vestirse de lo mismo y le encantaron las reacciones de asombro, así como las personas que amaban su aspecto. Fue a la universidad en el campus de Auraria.

## Carrera temprana
Oddly decidió incursionar en el mundo drag tras ver a Sharon Needles en la RuPaul's Drag Race: "Era aterradora. Su maquillaje era increíble. Estaba más dedicada al arte y al ingenio que a ser una drag glamurosa". Antes de eso, Oddly no aprovechó todas las oportunidades que ofrecía ser un artista drag, ya que solo era un "flaco, negro, y chico gay", dijo Oddly.
Oddly empezó su carrera como drag durante la universidad en 2012, cuando Venus D'lite de RuPaul's Drag Race organizó un taller en el campus universitario para el Día de San Valentín. "Intenté un poco de maquillaje drag (o de fantasma), me puse una peluca y un vestido súper baratos y me abrí paso mientras sonaba Scheibe de Lady Gaga. El nombre Yvie Oddly vino de su juego de palabras para expresar "ser aún más extraño que nadie" (“being even odder than anybody else”). Pronto desarrolló una reputación de tener "miradas extravagantes y poco convencionales en el escenario". Su ingenio provino de la necesidad financiera ya que hacer que el aspecto "más glamoroso o más caro" no fuera una opción, "siempre me ha gustado trabajar con los materiales que tengo a mi alrededor". En 2014 fue extra en el vídeo musical de «Dressed to Kill» de Sharon Needles.
Oddly ganó el concurso Ultimate Queen of Denver en 2015. Más tarde, ese mismo verano, se convirtió en miembro del reparto de Drag Nation, espectáculo de apertura para la estrella del pop Mya en el escenario principal de PrideFest y se presentó en Bohemia's The Prohibition of Lust. También participó en el vídeo musical de «Negative Nancy» de Adore Delano en 2017.
En 2017, Oddly dijo que usaba el arte drag para confrontar los roles de género. En 2018, cuando se le preguntó acerca de su estética drag, Oddly dijo que le gusta producir conmoción y sorprender con algo que el público no ha visto antes, incluyendo apariencias dramáticas, incluso empleando materiales no convencionales y encontrados. En 2019 declaró que es una drag queen que combina "arte, moda, performance y concepto". Se inspira en el diseñador de modas francés Thierry Mugler y en la drag "terrorista" Christeene.

## RuPaul's Drag Race
Yvie Oddly fue anunciada como concursante de la temporada once de RuPaul's Drag Race el 24 de enero de 2019. Fue la segunda reina de Denver en competir en Drag Race, después de Nina Flowers. Durante la competencia, Yvie se destacó por su apariencia excéntrica y conceptual, su capacidad de interpretación y su personalidad extravagante y abierta, rápidamente se convirtió en una favorita de los fanáticos y jueces.
Oddly ganó el desafío principal del segundo episodio con Scarlet Envy. Pasó seis semanas seguidas colocándose en la parte superior de la competencia, lo que la convierte en la reina con más veces seguidas, colocándose en la parte superior después de Jinkx Monsoon con ocho veces. En el octavo episodio fue nominada para expulsión y tuvo que realizar un lip sync contra Brooke Lynn Hytes con la canción " Sorry Not Sorry " de Demi Lovato; finalmente ambas concursantes fueron salvadas debido a su desempeño, siendo nombradas lip sync assasins, es decir, concursantes que destacan en este reto. Durante el show, tuvo una rivalidad constante con la concursante, Silky Nutmeg Ganache. Cuando RuPaul le preguntó quién debería irse a casa, Silky nombró a Oddly debido al tobillo torcido a pesar de que Oddly hizo la coreografía, Oddly nombró a Silky como quien debía irse porque era resistente a las críticas de RuPaul y los otros jueces. El sitio de entretenimiento Gold Derby realizó una encuesta con el 94% del lado de Oddly contra Silky. Durante el episodio del 21 de marzo, mientras se enseñaba a las reinas algunas coreografías complejas para una producción en vivo de la sátira política Trump: The Rusical, Oddly reveló que tenía que tener cuidado de caer al suelo ya que sus articulaciones a menudo se salían de su lugar. Tiene un trastorno del tejido conectivo llamado síndrome de Ehlers-Danlos tipo 3, lo que significa que no produce tanto colágeno. La suya es un subtipo que se conoce como síndrome hipermóvil de Ehlers-Danlos (hEDS).
En el penúltimo episodio, las cinco reinas finales escribieron, grabaron, bailaron e interpretaron un verso en una versión de hip-hop de una sola toma de «Queens Everywhere» de RuPaul. Out dijo que el desempeño de Oddly fue el mejor con su trabajo puntual y bien realizado. Añadieron: "Sus riesgos, audacia e ideas extrañas a menudo han conseguido sus duras críticas y enemigos en el programa, pero al menos ella está tomando riesgos". El juez Todrick Hall se disculpó más tarde por considerar que su coreografía era espástica, y los fanáticos en el Reino Unido le dijeron que era una cosa tabú decir eso. Los jueces elogiaron su actuación, sus versos y su aspecto final en la pista y recibió las mejores críticas de la noche, lo que la convirtió en la primera reina nombrada por RuPaul para pasar a la final. De los cuatro primeros, ella obtuvo la menor cantidad de victorias, pero también la menor cantidad de veces en la parte inferior de la tabla.
En mayo de 2019, Honey Davenport presentó a Oddly en el video musical «Stan for U». Oddly lanzó su primer sencillo con Cazwell, «Weirdo», el 22 de mayo de 2019. El vídeo fue lanzado el día anterior.
En el final de la temporada, Oddly tuvo que competir contra A'Keria C. Davenport realizando un lip sync de «SOS» de Rihanna, que ganó. Para la primera batalla ella usó un vestido decorado con juguetes de peluche y peluche de neón. Curiosamente, luego se enfrentó en el lip sync final contra Brooke Lynn Hytes con «The Edge of Glory» de Lady Gaga, que también ganó. Para la batalla final, llevó un distintivo tocado con espejos que desde el frente parecía que tenía tres caras, y en la parte posterior tenía una segunda máscara. Yvie Oddly fue declarada ganadora de la temporada 11 de Drag Race, con el título de "America's Next Drag Superstar", el 30 de mayo de 2019. Su victoria es la más reciente de una serie de títulos ganados por gente negra queer y trans en concursos de arrastre y de leather, un cambio para las comunidades LGBTQ.

### RuPaul's Drag Race Tour
Oddly es parte de la gira de la temporada 11 de RuPaul's Drag Race que comenzó en mayo de 2019. La gira incluye a las quince reinas y visitará 17 ciudades de América del Norte, incluidos cinco espectáculos en Canadá, coronados al principio en Los Ángeles para coincidir con DragCon LA de RuPaul, y finalizar en Nueva York para coincidir con DragCon NYC de RuPaul.

## Vida personal
Oddly padece síndrome de Ehlers-Danlos tipo 3. Con su estatus elevado, ha encontrado una comunidad de personas que viven con HEDS y otras discapacidades invisibles, que se llaman a sí mismas cebras ya que tienen una enfermedad más exótica de lo que los médicos podrían esperar.

## Filmografía

### Televisión
| Año  | Título                            | Papel    | Notas |
| ---- | --------------------------------- | -------- | ----- |
| 2019 | RuPaul's Drag Race (Temporada 11) | Ganadora |       |
| 2019 | RuPaul's Drag Race: Untucked      |          |       |
| 2022 | RuPaul's Drag Race: All Stars     | Sí misma |       |

### Vídeos musicales
| Año  | Título                          | Artista              | Papel                                   |
| ---- | ------------------------------- | -------------------- | --------------------------------------- |
| 2014 | «Dressed to Kill»               | Sharon Needles       | Persona con bolsa de papel en la cabeza |
| 2017 | «Negative Nancy»                | Adore Delano         | Jugador de baseball                     |
| 2019 | «Weirdo»                        | Yvie Oddly y Cazwell | Sí misma                                |
| 2019 | «Stan for U» (feat. Yvie Oddly) | Honey Davenport      | Sí misma                                |

## Discografía

### Álbumes
- Drag Trap (2020)

### Sencillos
| Año  | Título                            |
| ---- | --------------------------------- |
| 2019 | "Weirdo"                          |
| 2019 | "Dolla $tore"                     |
| 2020 | "Gigging"                         |
| 2020 | "Hype (ft. Vanessa Vanjie Mateo)" |
| 2020 | "Drag Trap (ft. Neurotika Killz)" |

| Predecesora: Aquaria | Ganadora de RuPaul's Drag Race 2019 | Sucesora: Jaida Essence Hall |